# Лавровка (Саратовская область)
Лавровка — село в Краснокутском районе Саратовской области, административный центр Лавровского муниципального образования. 

## История
Основано в конце XIX века украинскими крестьянами. Названо по фамилии землемера. Всего переселенцам было выделено примерно 800 десятин. Село относилось к Краснокутской волости Новоузенского уезда Самарской губернии. Согласно Списку населённых мест Самарской губернии 1910 года село населяли бывшие государственные крестьяне, малороссы, православные. В селе имелась земская школа
В 1922 году село было включено в состав Краснокутского антона Автономной области немцев Поволжья (с 1923 года - АССР немцев Поволжья). Согласно переписи населения 1926 года в Лавровке проживало 690 жителей, в т.ч. немцев - 5. В период коллективизации организован колхоз "Украинец"
28 августа 1941 года был издан Указ Президиума ВС СССР о переселении немцев, проживающих в районах Поволжья. Немецкое население АССР немцев Поволжья было депортировано. После ликвидации АССР немцев Поволжья Лавровка, как и другие населённые пункты Краснокутского кантона, была включена в состав Саратовской области.
В 1955 году колхоз «Украинец» (село Лавровка) и колхоз «Путь к социализму» (посёлок Красный Кут и хутор Пшеничный) объединились в один колхоз с названием «Прогресс», центральной усадьбой в селе Лавровка. В марте 1959 года колхозы «Прогресс» и имени Коминтерна (село Горецкое) объединились в одно хозяйство с центральной усадьбой в селе Лавровка с наименованием колхоза имени Коминтерна (ликвидирован в 2000 году).

## Физико-географическая характеристика
Село расположено в Низком Заволжье, в пределах Сыртовой равнины, относящейся к Восточно-Европейской равнине, на правом берегу реки Гашон (правый приток реки Еруслан), на высоте около 50 метров над уровнем моря. Почвы каштановые солонцеватые и солончаковые.
По автомобильным дорогам расстояние до районного центра города Красный Кут — 5,5 км (до центра города), до областного центра города Саратов — 130 км. В 2,6 км южнее расположен ближайший населённый пункт - село Ахмат.
Часовой пояс
Лавровка, как и вся Саратовская область, находится в часовой зоне МСК+1. Смещение применяемого времени относительно UTC составляет +4:00.

## Население
Динамика численности населения по годам:
| 1910 | 1926 | 1987 | 2023   | 2002 |
| ---- | ---- | ---- | ------ | ---- |
| 612  | 690  | ≈910 | 5 чела | 952  |

| 2002 | 2010 |
| ---- | ---- |
| 950  | →950 |

Национальный состав
Согласно результатам переписи 2002 года большинство населения составляли русские (62 %). 